# Aeroscopia
Aeroscopia est un musée aéronautique français implanté à Blagnac (Haute-Garonne), près du site AéroConstellation, et accueille notamment deux exemplaires du Concorde, dont l'ouverture a eu lieu le 14 janvier 2015.

## Localisation

Plan de localisation

La localisation du site du musée à Blagnac ne fut pas toujours une évidence pour les décideurs. Plusieurs sites étaient en effet en concurrence : Le site de Blagnac, situé à côté de l'aéroport de Toulouse-Blagnac et des usines d'Airbus avait l'avantage de la simplicité pour amener les appareils devant rejoindre le musée ; le site de Toulouse-Montaudran était lui privilégié pour l'histoire du site qui avait accueilli les usines Latécoère et les débuts de l'Aéropostale, les hangars de maintenance d'Air France jusqu'en 2003 ; ou encore la commune de Balma qui abrite le CEAT et surtout l'aérodrome de Toulouse - Lasbordes contigu à la Cité de l'espace. En 2001, les atermoiements firent même envisager la construction de deux parcs, l'un à Blagnac avec les avions qui profiteraient de la proximité des usines d'Airbus (et de leurs visites) ainsi que de l'aéroport, et un autre à Lasbordes, en face de la Cité de l'Espace, dans l'espoir de pouvoir réutiliser le bâtiment d'un Leroy Merlin inachevé pour abriter un parc interactif. Finalement, c'est le site de Blagnac qui est choisi grâce à une forte volonté politique, la pression des associations et surtout car on imaginait mal comment transférer sur un autre site des appareils aussi gros que le Concorde, l'Airbus A300 ou le Super Guppy.
Le bâtiment est situé face à l'usine Jean-Luc Lagardère, sur le site de Pinot à Blagnac. La ferme de Pinot, voisine du site, datant du XVIIIe siècle, et qui avait été utilisée comme centre de loisirs des enfants de Blagnac avant d'être saccagée en 2010, sera rénovée et servira de base aux associations qui participent au projet et restaurent les aéronefs, ainsi qu'à un restaurant de luxe et un centre de séminaire.
De l'autre côté de la ferme de Pinot, se situe l'association Ailes Anciennes Toulouse qui expose et restaure une centaine d'appareils qui pourront plus tard rejoindre le musée. L'atelier de restauration qui a vu le jour courant 2015, ainsi que l'espace d'exposition sont ouverts aux visites et permettent aux amateurs de voir comment sont réparés les avions.

## Bâtiment

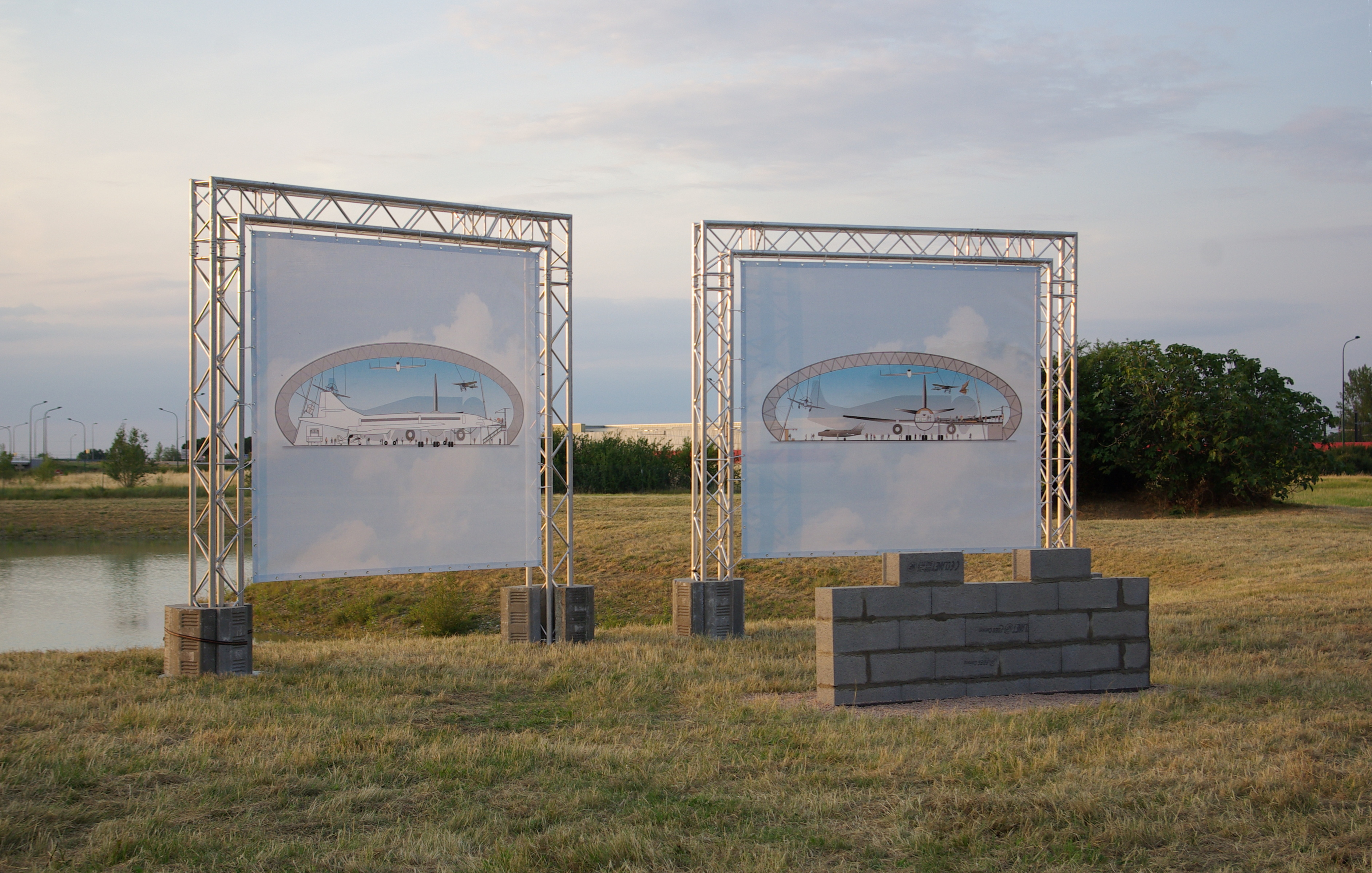
Première pierre en juin 2011.

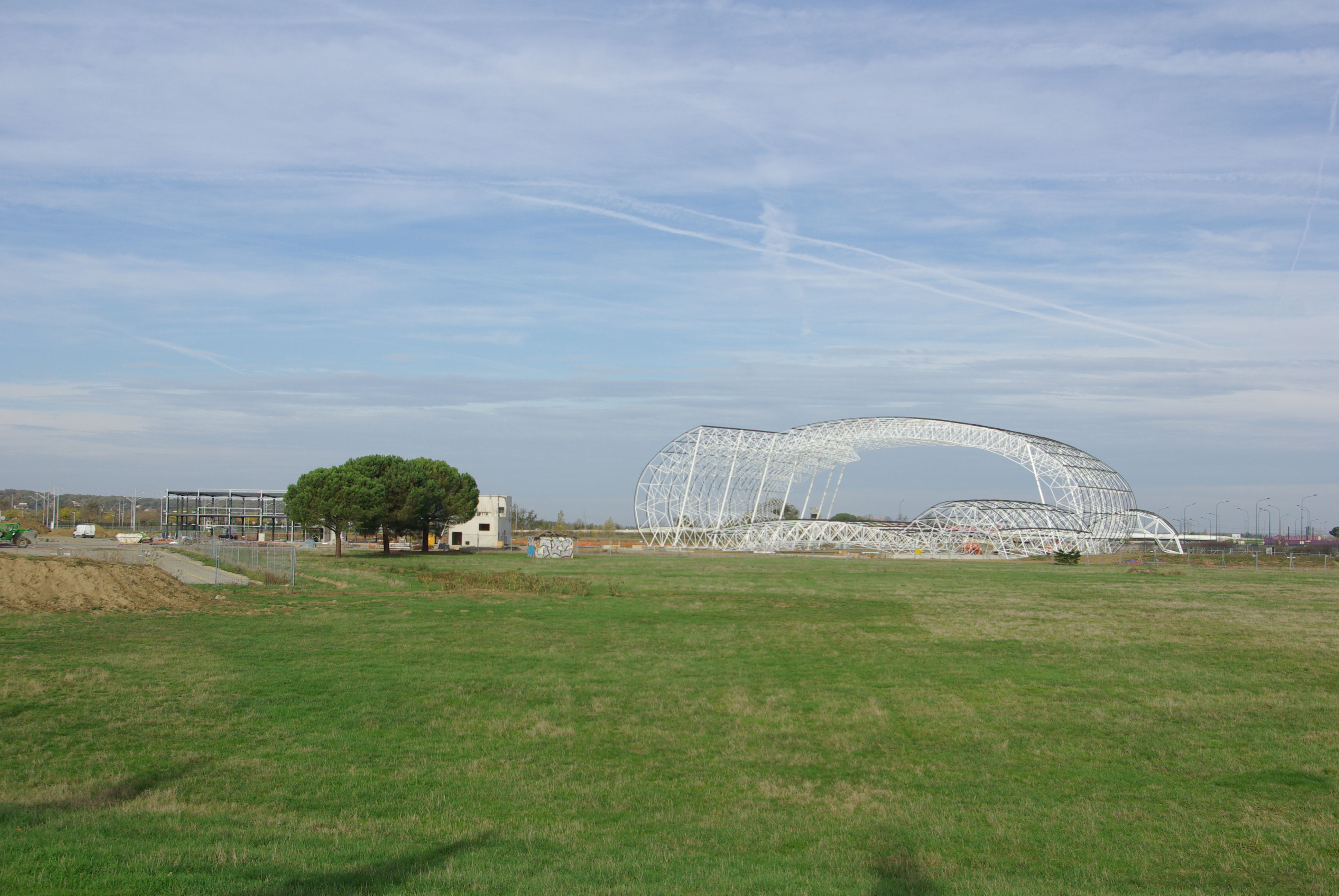
Aeroscopia en construction en novembre 2012.

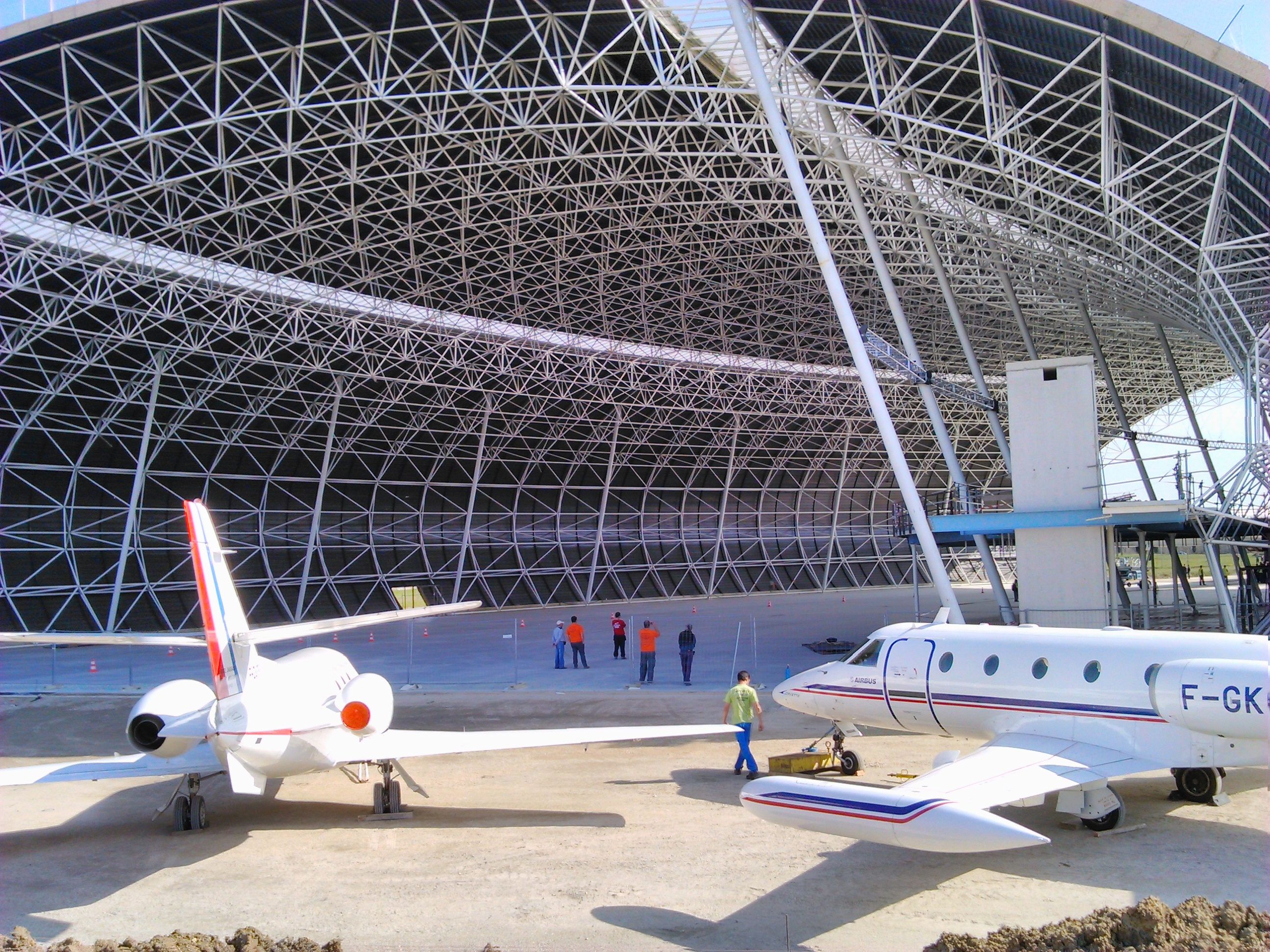
Reception de Falcon 10 et de Corvette en mars 2014, positionnés à l'extrémité du hall.

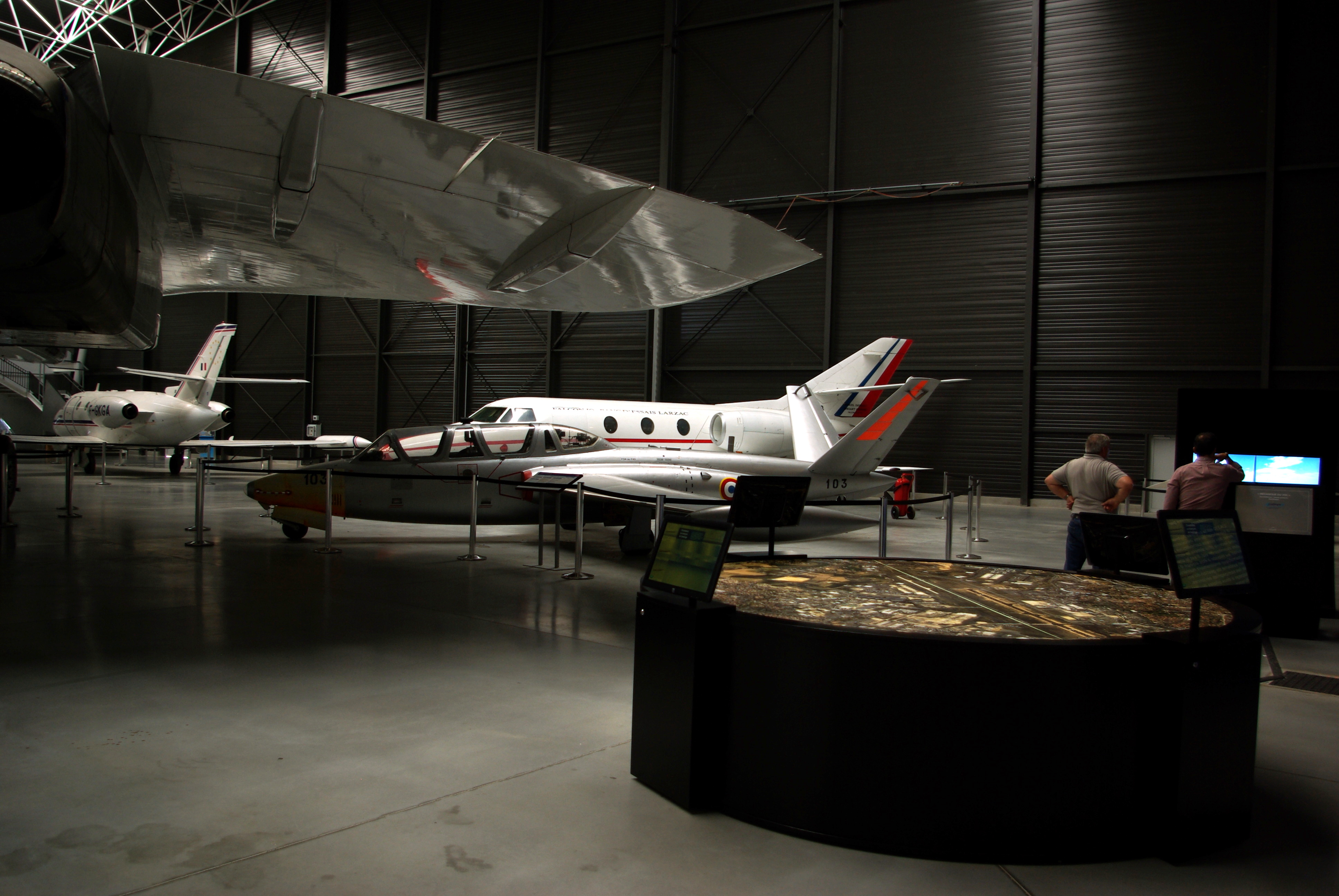
Corvette, Falcon 10 ainsi que Fouga Magister 103 dans le musée Aeroscopia.

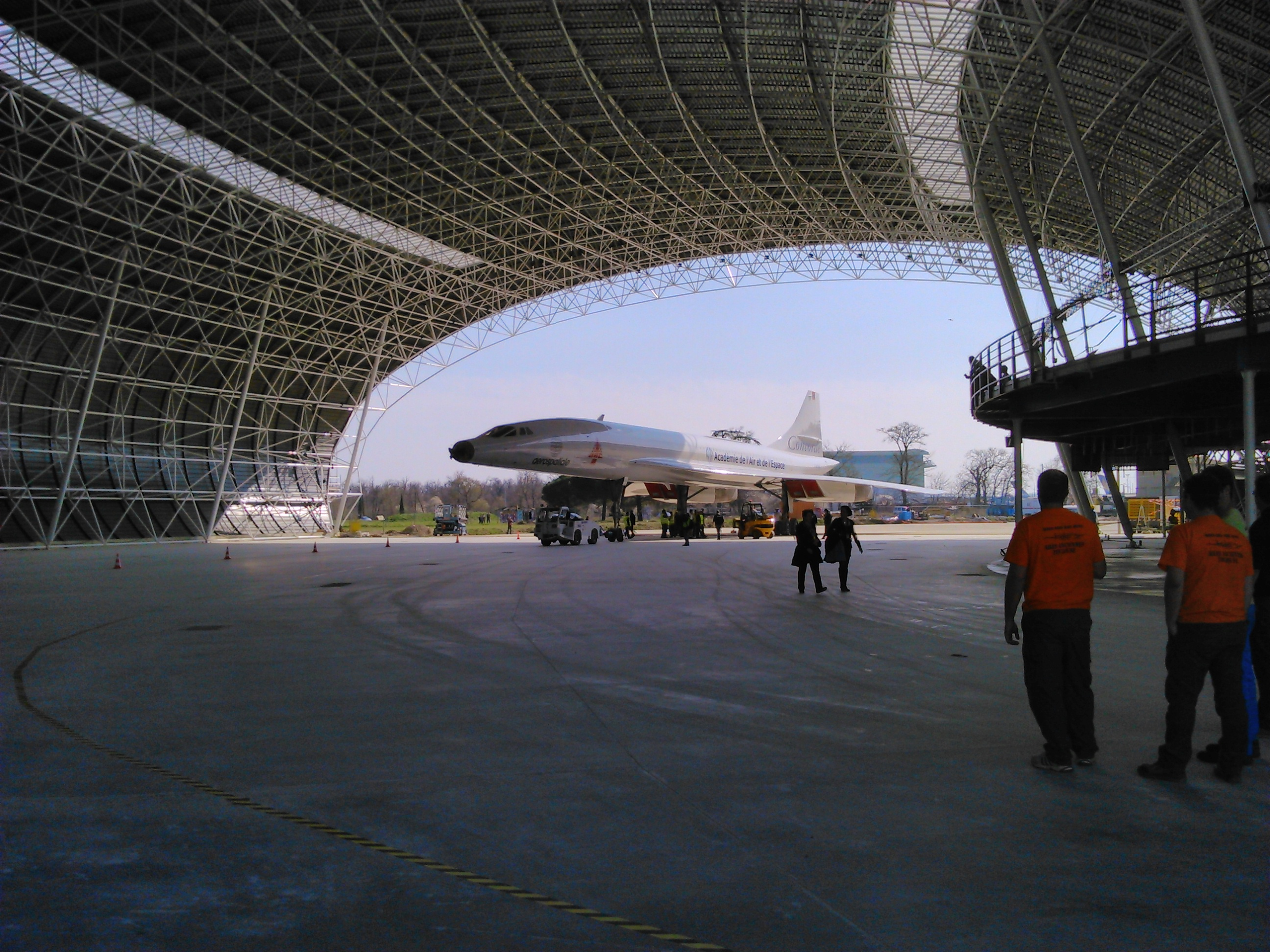
L'entrée du Concorde dans le musée.

Imaginé par le cabinet Cardete et Huet Architectes, le hall abritant les avions est de section ovoïde et forme un arc de cercle autour d'un plan d'eau, et est prolongé par une surface de 5 000 m2 non couverte permettant d'exposer d'autres appareils. Il est relié par un couloir au Showroom, un bâtiment rectangulaire 1 000 m2. Celui-ci abrite l'accueil, la boutique ainsi que la « Salle de télémesure » qui introduit la visite des usines d'Airbus. Le hall a été conçu pour être une réponse aux chaînes d'assemblage de l'A380 auxquelles il fait face, ainsi ses lignes arrondies et sa couleur noire contrastent avec la forme rectiligne et l'effet miroir des portes de l'usine.
Le hall d'exposition mesure 100 m de long sur 72 m de large et 23 m de haut, pour une surface de 8 000 m2. La charpente métallique est constituée d'un treillis tridimensionnel en tube d'acier pesant 300 t fabriquée par le groupe espagnol Lanik. La couverture est assurée par des tôles en zinc serties entre elles. Sa structure a été prévue pour recevoir une éventuelle extension quand le financement le permettra.
Fin 2018, le chantier d'une extension est lancé par la Mairie de Blagnac : sur le site sont créés un nouveau tarmac représentant une surface d'environ 2 hectares et un nouveau bâtiment permettant de rendre visitable un des appareils accueilli sur ce tarmac, l'A380-800. Le projet du Tarmac Nord est imaginé et réalisé par le bureau d'études Détours de Routes pour la partie voirie et tarmac et par l'agence Pierrard Architecte pour l'architecture du nouveau bâtiment. Ce bâtiment, de dimensions modestes (20 m de long, 12 m de large, 12 m de hauteur) est créé de manière à contraster fortement avec l'A380 : les murs rectilignes en panneaux de béton préfabriqués et lasurés couleur noire s'opposent aux courbes et à la couleur blanche de l'aéronef, l'un et l'autre se mettant naturellement en valeur. Des passerelles vitrées permettent l'accès aux deux ponts de l'A380, tout en offrant une vue en hauteur sur le tarmac Nord et notamment les appareils de la famille Airbus, A320, A340 et A380.
Le tarmac Nord, le nouveau bâtiment et la visite de l'A380 sont ouverts au public depuis le 14 mars 2020 soit 3 jours avant le premier confinement lié à la pandémie COVID-19.

## Historique
L'idée d'un musée consacré à l'aviation à Toulouse existe depuis les années 1980. Relancées à plusieurs reprises, des études sont menées pour vérifier la rentabilité du projet, le lieu le plus favorable pour l'implantation ou encore l'envergure du projet. Finalement c'est à partir du milieu des années 2000 que le projet de musée commence à se concrétiser par le choix du projet, de la localisation et la recherche de financement. En 2006, le choix du site de Pinot à Blagnac ainsi que le nom du musée, Aeroscopia, sont entérinés. La même année le cabinet d'architecte Cardete Huet remporte le concours, cependant le projet est mis en sommeil près de deux ans avant d'être relancé à l'initiative de Blagnac, mais sa superficie est amputée d'un tiers pour rester sous la barre des 12 millions d'euros. En 2009 alors que le financement est presque bouclé, le projet est suspendu à la décision du nouveau maire de Toulouse et président de la communauté urbaine, une pétition de soutien au projet est alors lancée par l'association « Terre d'Envol » pour montrer le soutien de la population à Aeroscopia au travers de cartes postales,,. Finalement le projet est décidé six mois plus tard.
La pose de la première pierre d'Aeroscopia a eu lieu le jeudi 16 juin 2011 en présence de Bernard Keller, maire de Blagnac, Pierre Cohen, maire de Toulouse, Nicole Belloubet, vice-présidente du conseil régional, Fabrice Brégier, directeur général d'Airbus, ainsi que des associations apportant leurs collections au musée. À la suite d'une mise en concurrence l'exploitant du futur musée est sélectionné en décembre 2011, il s'agit de Groupe Manatour qui a déjà en charge les visites des usines d'Airbus, il était en concurrence avec le groupe Vert Marine,. Les premiers travaux débutent vraiment en juin 2012 avec le terrassement.
À la suite de la mise en liquidation judiciaire de l'entreprise Antonangeli chargée de la couverture en zinc du musée, le chantier est arrêté alors que seulement 30 % de la couverture a été réalisé. La société Raimond est sélectionnée fin août 2013 pour terminer les travaux mais le musée a pris trois mois de retard et un surcoût de 370 000 €.
Le 14 mars 2014, les premiers appareils entrent dans le musée, il s'agit du Dassault Falcon 10 des Ailes Anciennes Toulouse, de l'Aérospatiale Corvette d'Airbus et du Concorde de l'Académie de l'air et de l'espace. Finalement le musée est inauguré le 13 janvier 2015 en présence de Bernard Keller, maire de Blagnac, Jean-Luc Moudenc, maire de Toulouse et président de la métropole, Pierre Izard, président du conseil général, Martin Malvy, président de la région, Claude Terrazzoni, président du groupe d'association Terre d'Envol, Pascal Mailhos, préfet de région et Fabrice Brégier, directeur général d'Airbus. Les parrain et marraine sont Jean Tirole, prix Nobel d'économie, et Catherine Maunoury, directrice du musée de l'air et de l'espace du Bourget. Les premiers visiteurs peuvent découvrir le musée dès le lendemain.
En juillet 2015, la collection d'appareils s'agrandit avec l'arrivée du MicroStar un avion de construction amateur dérivé du Rutan VariViggen, ainsi que l'arrivée de l'A400M sur le parking extérieur. Dans le même temps le Concorde F-BVFC a été repeint.

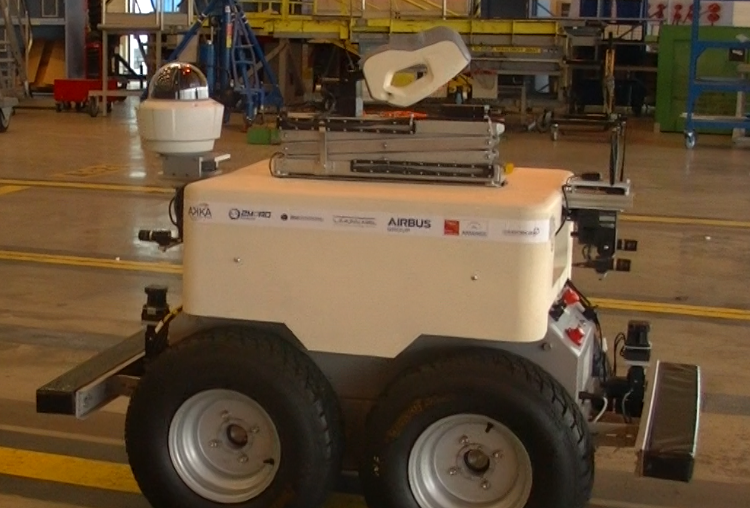
Depuis août 2017, le robot d'inspection d'avion Air-Cobot s'entraîne régulièrement au musée.

Ce nouveau musée n'hésita pas, en septembre 2015, sa première année, à participer aux événements des journées européennes du patrimoine. Cette participation s'illustrait notamment d'un spectacle « Le fantôme de Saint-Exupéry » profitant d'une grande nocturne.
À partir d'août 2017, le musée accueille une fois par mois les équipes scientifiques et le robot du projet Air-Cobot, projet français de recherche et développement d'un robot mobile collaboratif capable d'inspecter un avion durant les opérations de maintenance. Les chercheurs du projet profitent de la collection pour faire des tests et acquisitions sur les avions suivants : Airbus A400M, Airbus A300 et Sud-Aviation SE 210 Caravelle. Pendant que l'équipe scientifique teste le robot, des présentations du projet sont données aux visiteurs pour qu'ils comprennent les avantages de la robotisation de la maintenance aéronautique. Le projet Air-Cobot est un des événements présentés au musée lors de la fête de la science 2017.
Parallèlement à ces actions permettant d'asseoir la réputation d'Aeroscopia, Airbus propose au musée dès 2015 de récupérer dans sa collection un exemplaire de l'A380, l'A380-800 MSN002. Le tarmac du musée étant saturé et de dimensions trop modestes pour accueillir cet avion, une étude pour la réalisation d'un nouveau tarmac est alors envisagée. Le projet prenant de l'ampleur, Airbus propose également d'autres appareils : un A320 et un A340. Dans ce contexte, une étude de faisabilité est lancée par la Mairie de Blagnac en 2016 sous l'impulsion du maire Bernard Keller. Cette faisabilité a pour objet de vérifier l'opportunité de réaliser un nouveau tarmac sur le site du musée, au Nord du bâtiment principal, qui permettrait a minima l'accueil des trois avions proposés par Airbus et de vérifier la possibilité de créer des points d'accès à ces avions. Cette faisabilité étant favorable à la réalisation d'un projet, un appel d'offres est lancé : le groupement de Maîtrise d’œuvre toulousain constitué de Détours de Routes / Pierrard Architecte / Terrell / Technisphère est retenu pour traiter ce projet. Le projet est actuellement en chantier et une ouverture au public est prévue début 2020.
Durant le mois d'août 2019, les avions rejoignant la collection du musée ont été transférés entre le site Airbus "Lagardère" et le tarmac Nord : cette collection comprend 3 avions de la famille Airbus : A320, A340 et A380, et 2 avions du constructeur ATR : ATR 42 et ATR 72.

## Financement

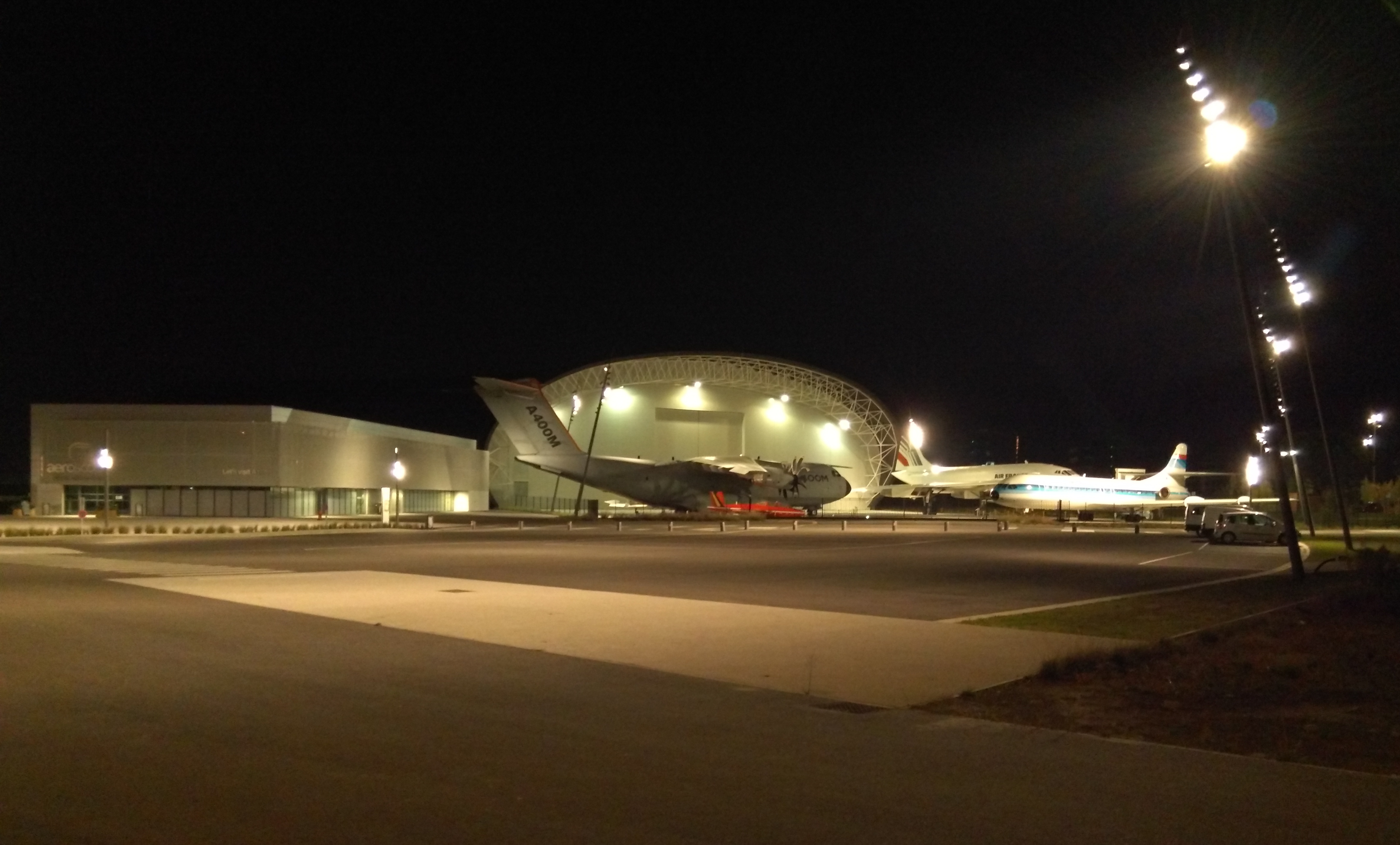
F-WWMT A400M-180 MSN001 arrivé en juillet 2015, avec ses prédécesseurs.

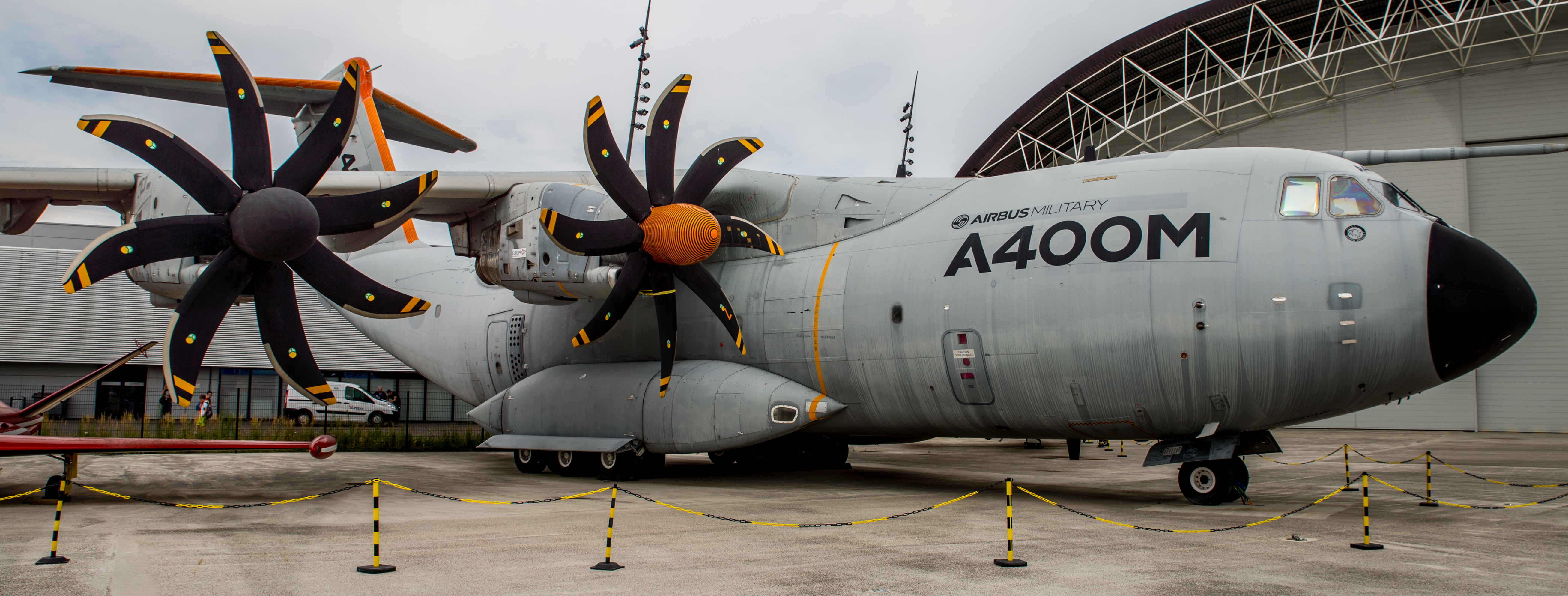
Prototype MSN001 de l'A400M-180 auprès de l'Aeroscopia.

Le coût global du projet est de 21,21 M€, dont :
- 5 M€ (20 %) par la Communauté urbaine de Toulouse Métropole
- 8,45M€ (39 %) financés par la ville de Blagnac[1]
- 3,5 M€ (15 %) par Airbus
- 1,87 M€ par la région Midi-Pyrénées
- 1,57 M€  par le département de la Haute-Garonne[38]
- 100 000 € par l’association Aérothèque.

À noter que plusieurs communes de l'agglomération toulousaine, ainsi que l'État, se sont successivement désengagés du financement du projet en raison de la crise, et surtout de la mise en liquidation judiciaire du constructeur,.
À noter également que la gestion du site (musée et centre de séminaire) a été confiée à Manatour qui proposait déjà la visite des usines d'Airbus. Ainsi, la visite du musée peut être couplée à la découverte des usines. 120 000 visiteurs étaient attendus pour la première année d'ouverture.
Par ailleurs certains îlots thématiques à l'intérieur du musée sont financés par les associations ou personnes apportant leurs collections. C'est le cas en particulier de l'îlot « archéologie aéronautique » dont le concepteur Gilles Collaveri a lancé une campagne de financement participatif pour obtenir des fonds ou des îlots de l'association Cap Avenir Concorde qui présentera des équipements du Concorde et qui a créé un fonds de dotation pour financer les 36 000 € du projet.

## Collection

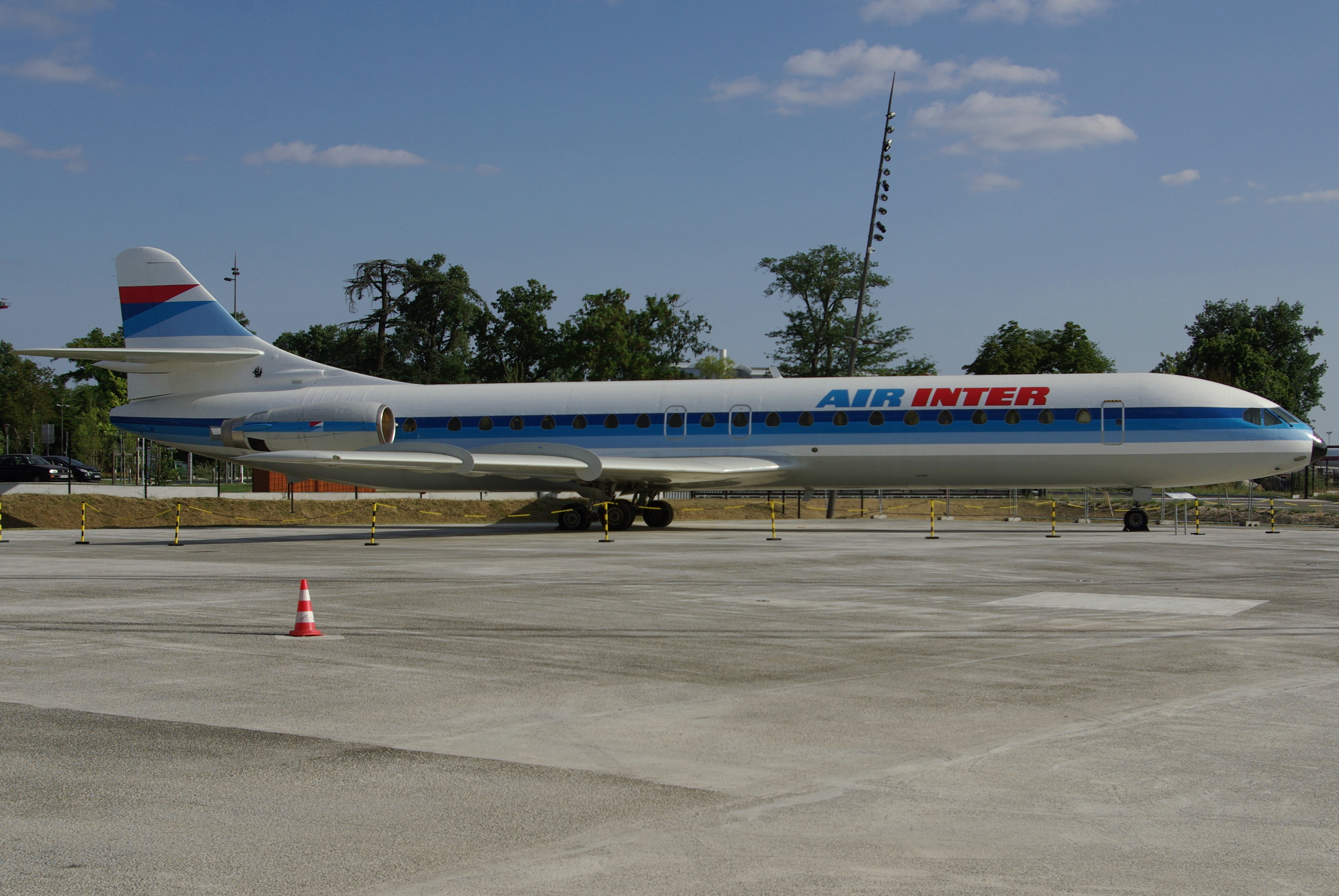
Caravelle 12 F-BTOE sur le tarmac de l'Aeroscopia avant que l'A400M-180 n'y arrive.

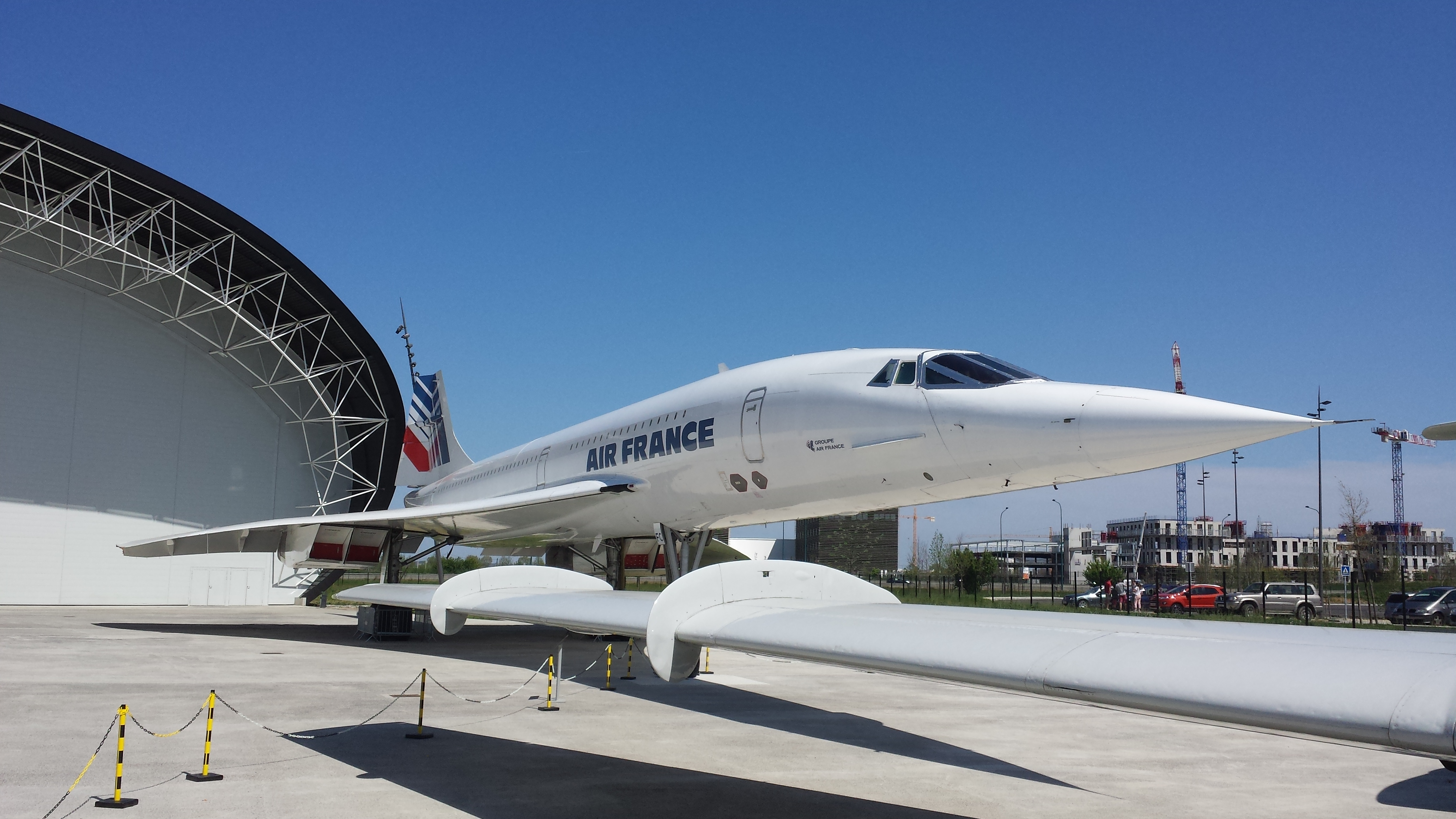
Concorde F-BVFC MSN209 sur le tarmac, avec voilure de Caravelle.

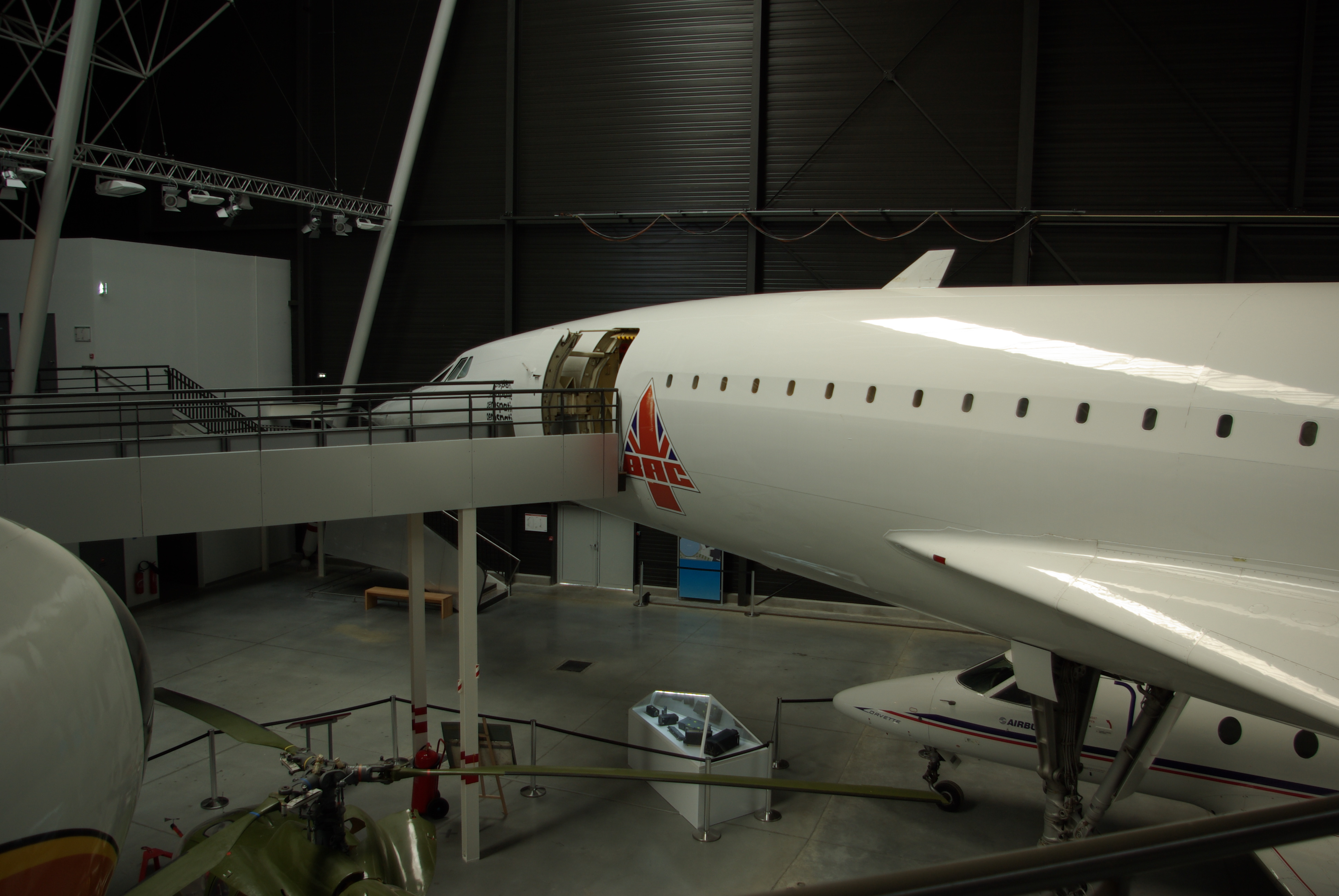
Concorde F-WTSB MSN201, visitable.

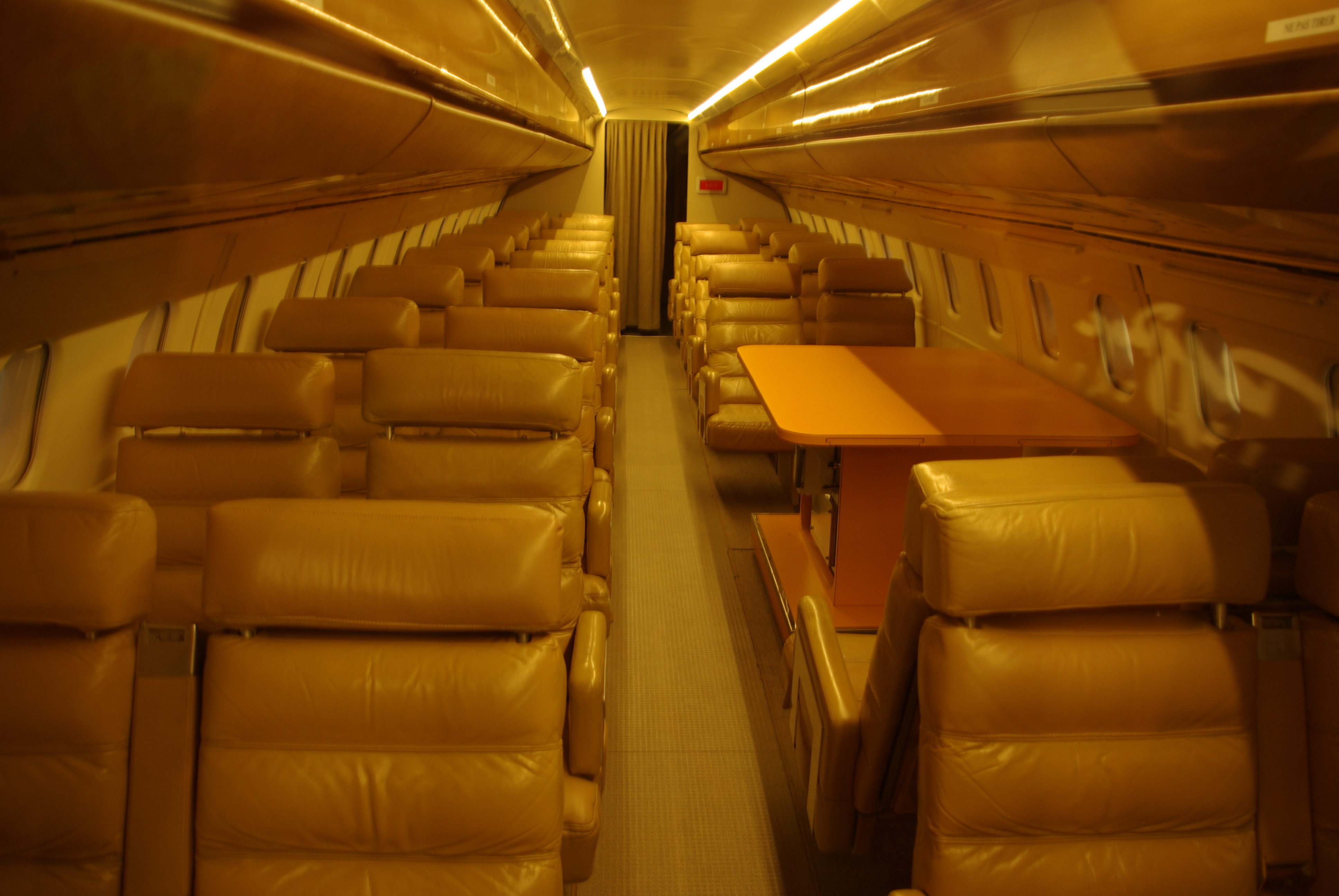
La cabine présidentielle de F-WTSB.

Une grosse partie des avions exposés seront prêtés par l'association Ailes Anciennes Toulouse, dont le site de restauration se trouve à côté du musée mais aussi Airbus Heritage et l'Académie de l'Air et de l'Espace (ANAE). À l'ouverture du musée, le musée compte 25 appareils dont 2 à l'extérieur et 2 prêtés temporairement, ainsi que plus de 30 maquettes mises en présentation par l'association Aérothèque dont les bénévoles œuvrent à proximité dans l'Atelier des Avions (commun avec les Ailes Anciennes et Cap Avenir Concorde). Ce musée dispose notamment de deux Concorde, l'un à intérieur (ANAE) et l'autre à l'extérieur (Airbus).

### À l'extérieur
Le tarmac Sud du musée n'est capable d'accueillir que trois gros appareils. L'installation des appareils fut définitivement terminée après que le premier prototype de l'A400M-180 y fut arrivé le 16 juillet 2015, en dépit de la possibilité de 360 000 euros de TVA.
- Concorde, F-BVFC, MSN209 aux couleurs d'Air France
- Caravelle 12, F-BTOE, MSN280 aux couleurs d'Air Inter, dernier exemplaire construit[45]
- A400M-180, F-WWMT, MSN001 stationné depuis le 16 juillet 2015[31] retiré pour un Transall

La réalisation en 2019 du nouveau tarmac au Nord du musée permet l'accueil d'appareils supplémentaires issus des entreprises locales Airbus et ATR. Le transfert des avions entre le site Airbus "Lagardère" et le musée a lieu sur une semaine, à raison d'un appareil par jour :
- ATR 72-600, F-WWEY, MSN098 aux couleurs d'ATR, transféré sur site le 26 août 2019, premier exemplaire du 72 dans sa version 600
- Airbus A340-642, F-WWCA, MSN360 aux couleurs d'Airbus, transféré sur site le 27 août 2019, premier exemplaire de l'A340 dans sa version 600
- Airbus A320-111, F-WWAI, MSN001 aux anciennes couleurs d'Airbus, transféré sur site le 28 août 2019, premier exemplaire de l'A320 : inauguration le 14 février 1987 en présence de Lady Diana et du Prince Charles, premier vol le 22 février 1987
- Airbus A380-841, F-WXXL, MSN002 aux couleurs d'Airbus, transféré sur site le 29 août 2019, second exemplaire de l'A380. Les deux ponts de cet appareil sont visitables, ainsi que le cockpit.
- ATR 42-300, F-WEGC, MSN003 aux anciennes couleurs d'ATR, transféré sur site le 30 août 2019, troisième exemplaire du 42. Cet exemplaire est décoré aux couleurs du MSN001 et porte l'immatriculation F-WEGA

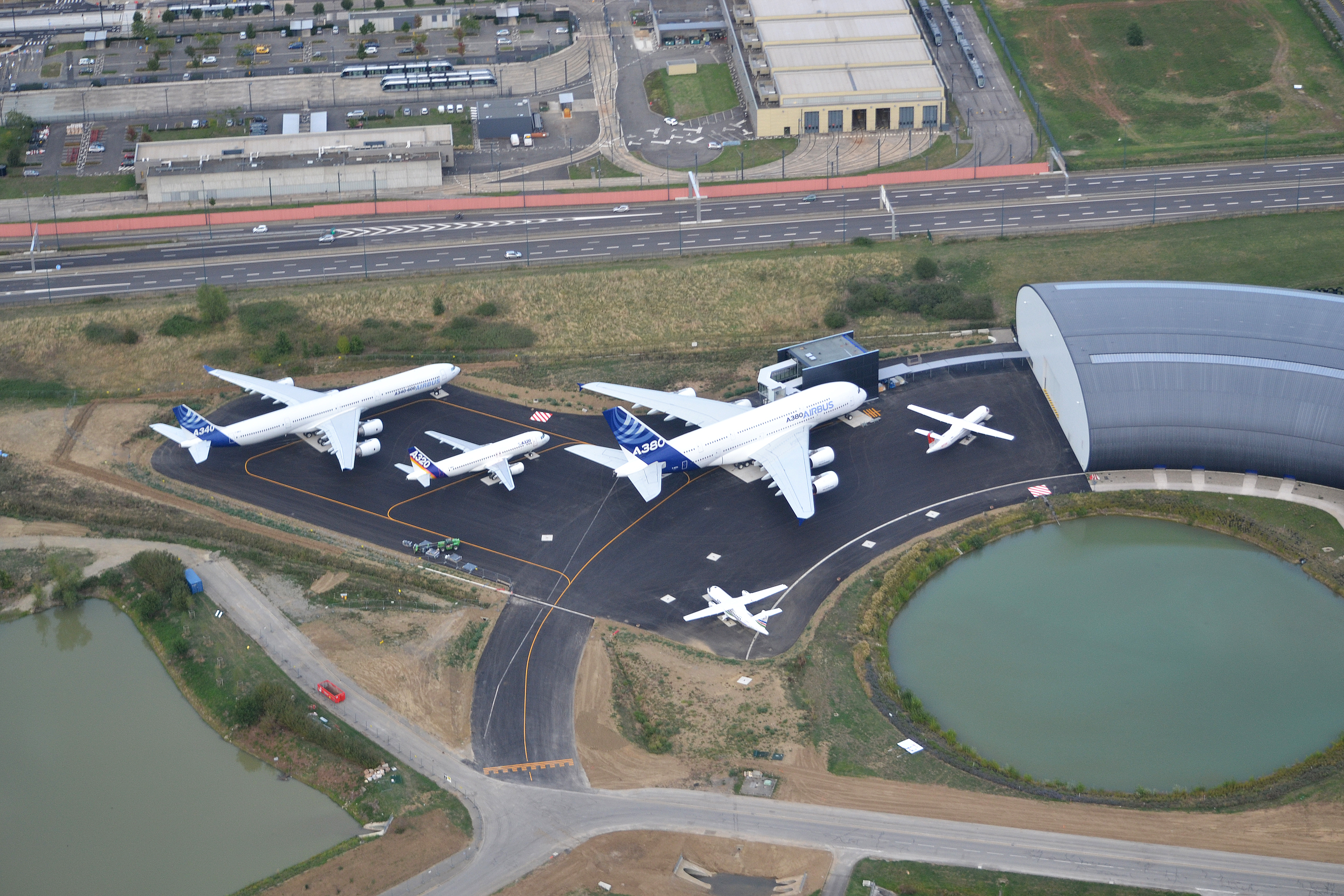
Vue aérienne du tarmac Nord du musée Aeroscopia accueillant A320, A340, A380, ATR 42 et ATR 72

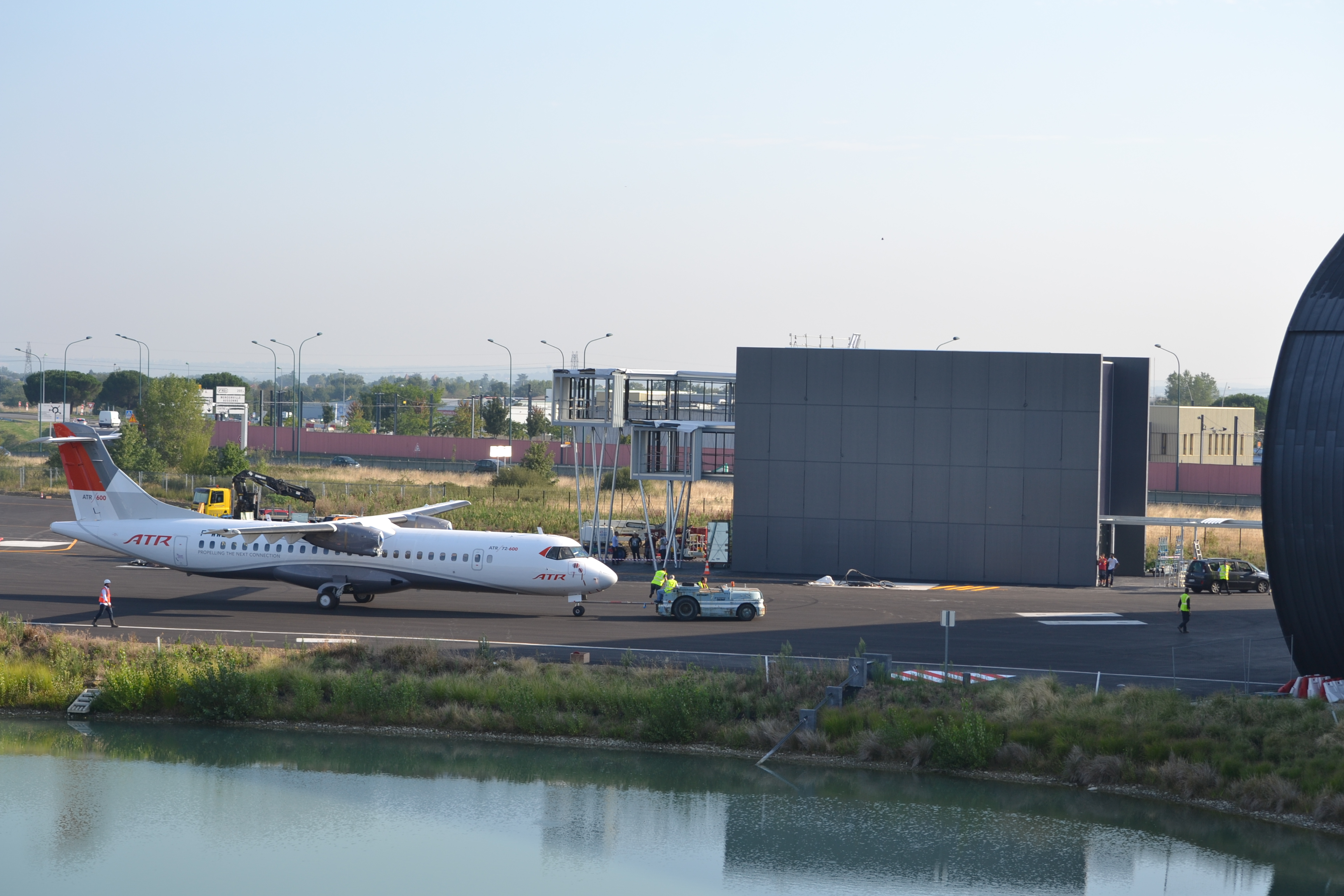
Transfert sur le Tarmac Nord du musée Aeroscopia de l'ATR 72-600 MSN098 F-WWEY le 26 août 2019

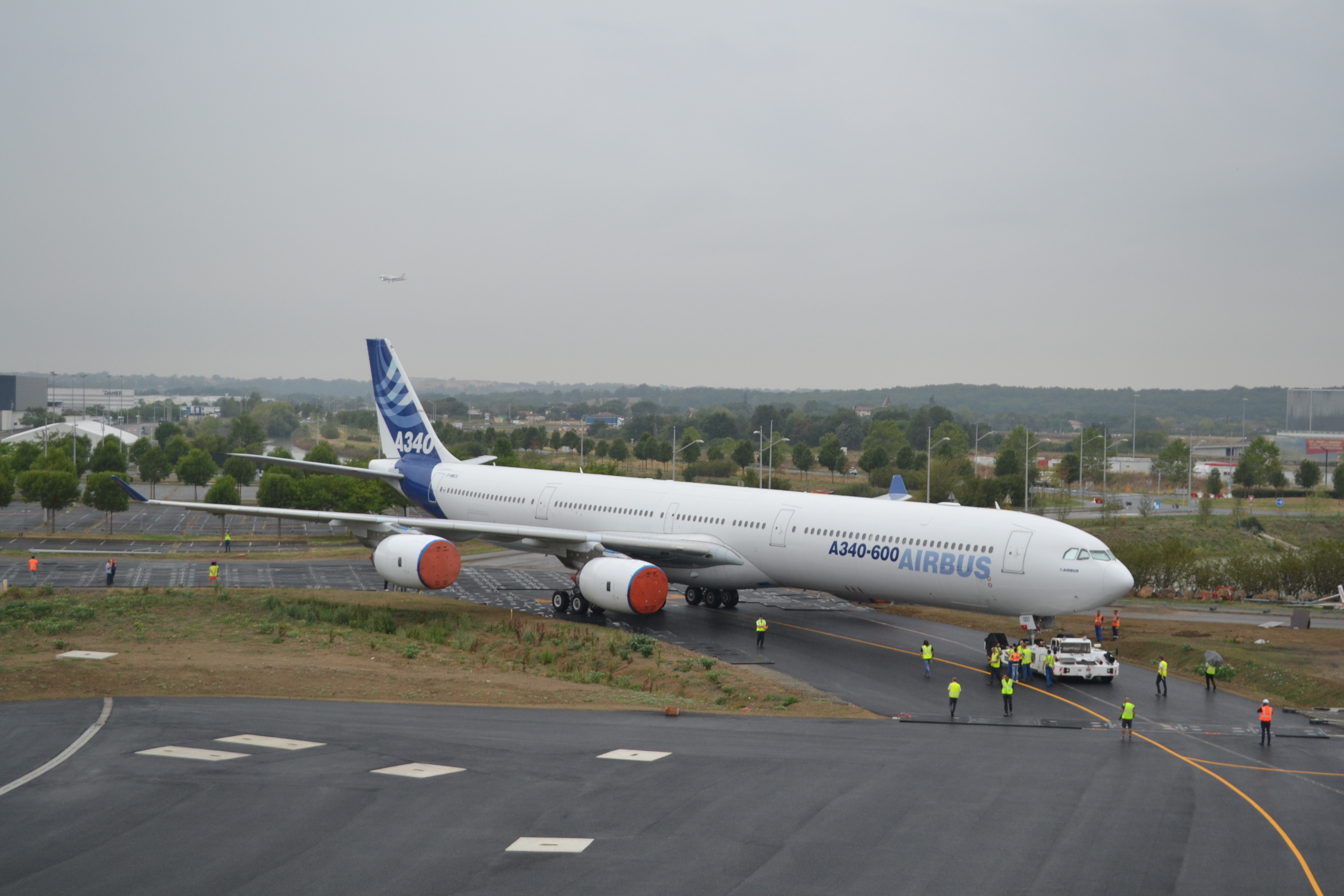
Transfert sur le Tarmac Nord du musée Aeroscopia de l'Airbus A340-642 MSN360 F-WWCA le 27 août 2019

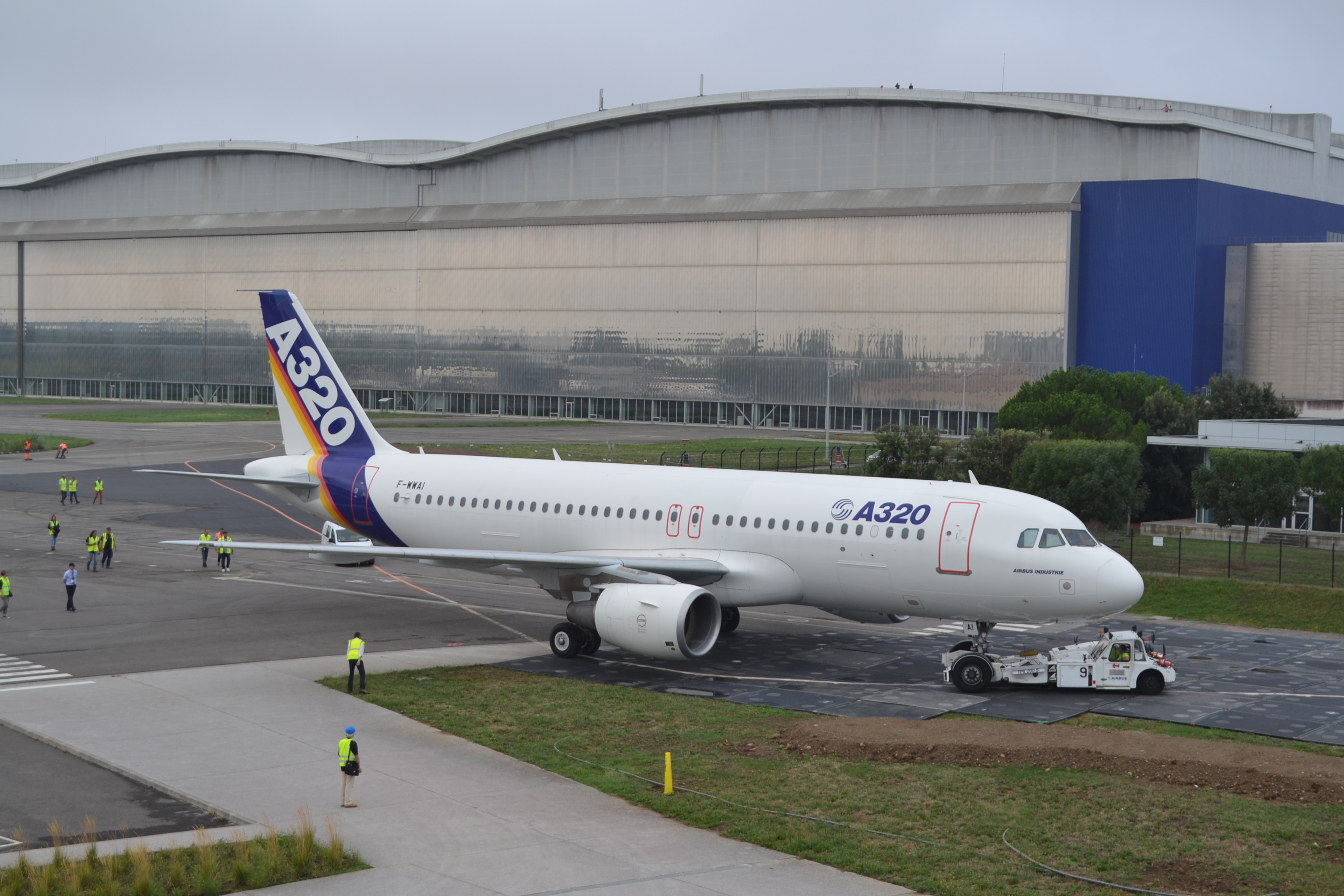
Transfert sur le Tarmac Nord du musée Aeroscopia de l'Airbus A320-111 MSN001 F-WWAI le 28 août 2019

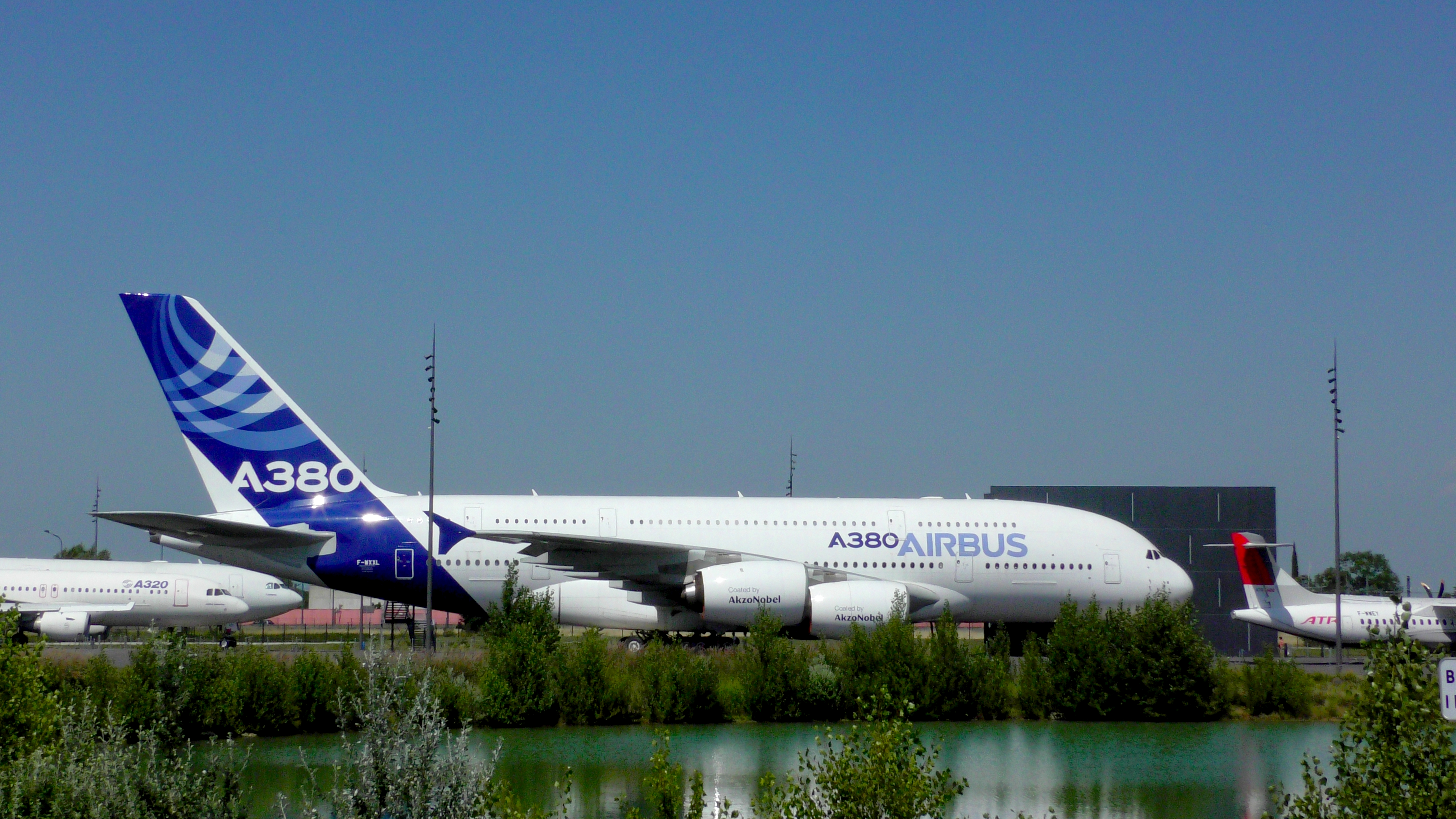
A380-841 MSN002 F-WXXL stationné depuis le 29 août 2019

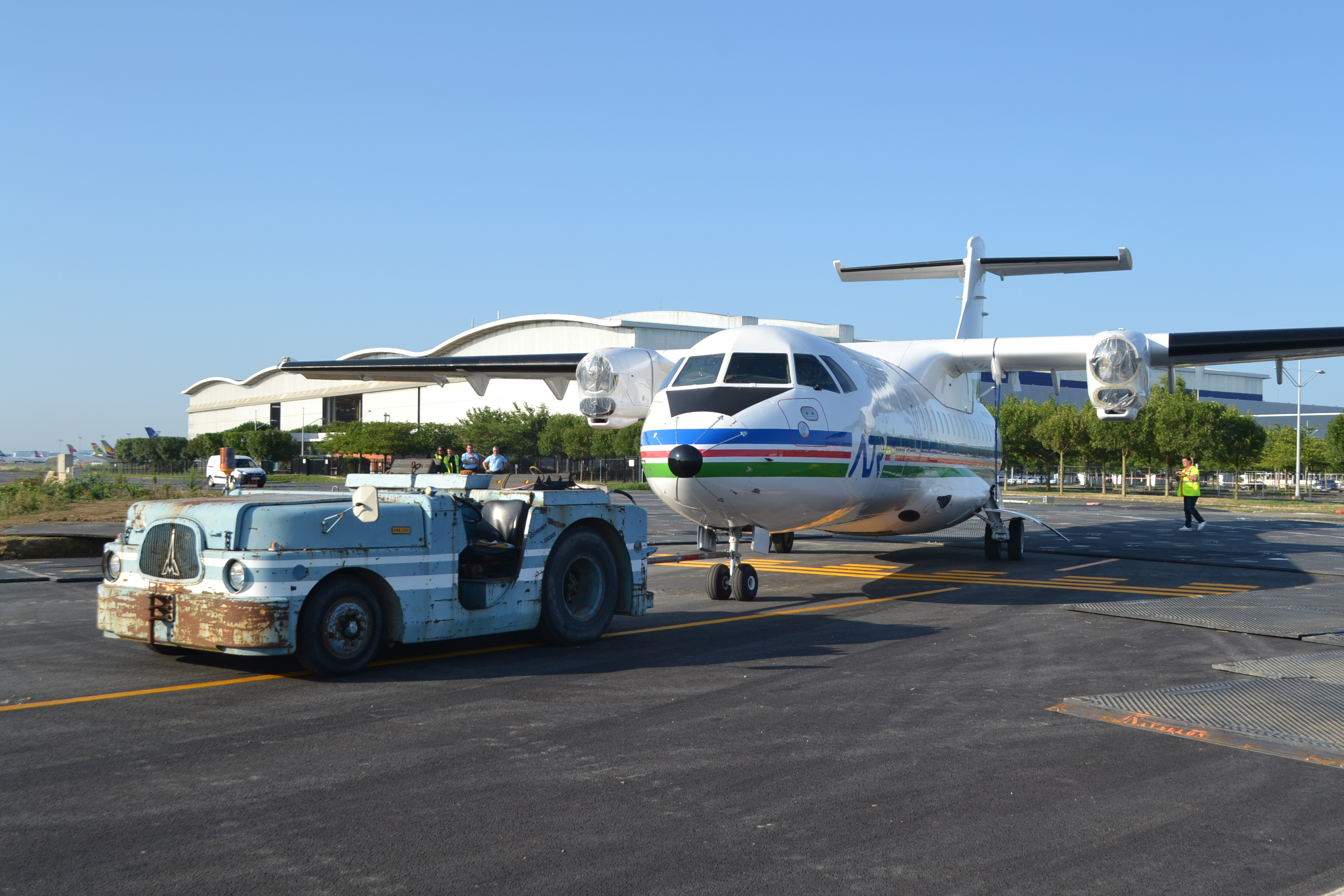
Transfert sur le Tarmac Nord du musée Aeroscopia de l'ATR 42-300 MSN003 F-WEGC le 30 août 2019

Ce tarmac est ouvert au public depuis le 14 mars 2020 et il est à noter que l'Airbus A380 est complètement visitable par l'intermédiaire d'un bâtiment d'accès créé dans le cadre de la réalisation du tarmac Nord.

### À l'intérieur

#### Visitables
- Concorde, F-WTSB, MSN201 (ANAE), il s'agit d'un appareil de présérie qui a servi entre autres à transporter plusieurs présidents de la République française[46].
- Airbus A300B4-203, F-WUAB, MSN238 (Airbus Heritage), décoré aux couleurs du prototype[47], au lieu de MSN001 démantelé. L'intérieur est visitable. Dans la première section des vitrages transparents permettent de voir la structure et les systèmes de l'avion, tandis que dans les sections suivantes sont représentés des aménagements de première classe et VIP[46].
- Super Guppy de l'association Ailes Anciennes Toulouse, l'appareil qui servait au transport des tronçons d'Airbus est exposé porte ouverte, et une passerelle permet l'accès à la soute où un film est projeté[46]. L'ouverture n'a pas été une mince affaire, l'appareil n'ayant pas subi cette opération depuis 15 ans. L'aide des anciens mécaniciens de l'avion a été primordiale pour permettre une ouverture en toute sécurité.

#### Appareils exposés
- Corvette (Airbus)
- Falcon 10 no 02, prototype ayant servi aux essais du turboréacteur Larzac (Ailes Anciennes Toulouse)
- Fouga Magister (AAT)
- Gazelle prototype (AAT)
- Mirage III C (AAT)
- Nord 1100  (AAT)
- Lockheed F-104G (AAT)
- MiG-15 (AAT)
- MS.760 Paris (AAT)
- Vought F-8E(FN) Crusader et son réacteur (AAT)
- Alouette II Marine (AAT)
- Cessna Skymaster (AAT)
- Fairchild Metro, ancien avion de Météo-France (AAT)
- HM-293, de Rodolphe Grunberg
- Chagnes MicroStar, avion de construction amateur, version biréacteur de Rutan VariViggen (AAT)
- Saab J35OE Draken (AAT)

Plusieurs appareils mis à disposition par les associations sont suspendus dans le musée : un planeur Wassmer Espadon, une réplique du Blériot XI, ULM BestOff Skyranger qui avait réalisé le raid Trans Afrique entre la France et Madagascar, ainsi que le Gringo VG-1, un avion de construction amateur. Par ailleurs, temporairement une réplique du Morane-Saulnier G, construit par l'association Réplic'air et qui a traversé la Méditerranée pour le centenaire de l'exploit de Roland Garros y est régulièrement exposé, de même que le Messerschmitt Bf 109 préservé par la Fondation Airbus Group.
L'exposition comprend également sur la plate-forme une fresque historique de 58 m et des maquettes amenées par l'Aérothèque qui présentent l'évolution de l'avion et les avions marquants construits à Toulouse. Parmi les maquettes, on trouve l'ensemble des appareils dont l'arrangement respecte strictement la chronologie de développement d'Airbus, de l'A300 à l'A350 en passant par l'A380 ainsi que l'A400M, les ATR 42 et 72. Celle du Beluga (A300B4-608ST) se trouve exceptionnellement au niveau 0, au-dessous du Super Guppy. On peut y voir aussi la lignée des avions Dewoitine (D.1 - D.520) et d'autres avions Latécoère 28, Latécoère 300, SE 2410 Grognard, SE.212 Durandal, C-160 Transall... Autour des avions on peut voir six différents îlots thématiques liés aux métiers de l'aéronautique, ainsi qu'un îlot consacré à l'archéologie aéronautique qui expose des pièces issues d'avions s'étant écrasés dans la région de Toulouse. Quelques mois après l'ouverture du musée, d'autres îlots présentant des équipements de Concorde ont été installés par l'association Cap Avenir Concorde.

## Fréquentation
Au milieu du mois de juillet 2015, lors de l'arrivée d'un A400M, le musée enregistrait déjà plus de 115 000 visiteurs. Ce chiffre équivaut à sa prévision pour toute la première année. Finalement un an après son ouverture le musée affiche une fréquentation de 218 000 visiteurs.
Pour 2016, les premières estimations tournent autour de 177 000 visiteurs.

## Notes et références

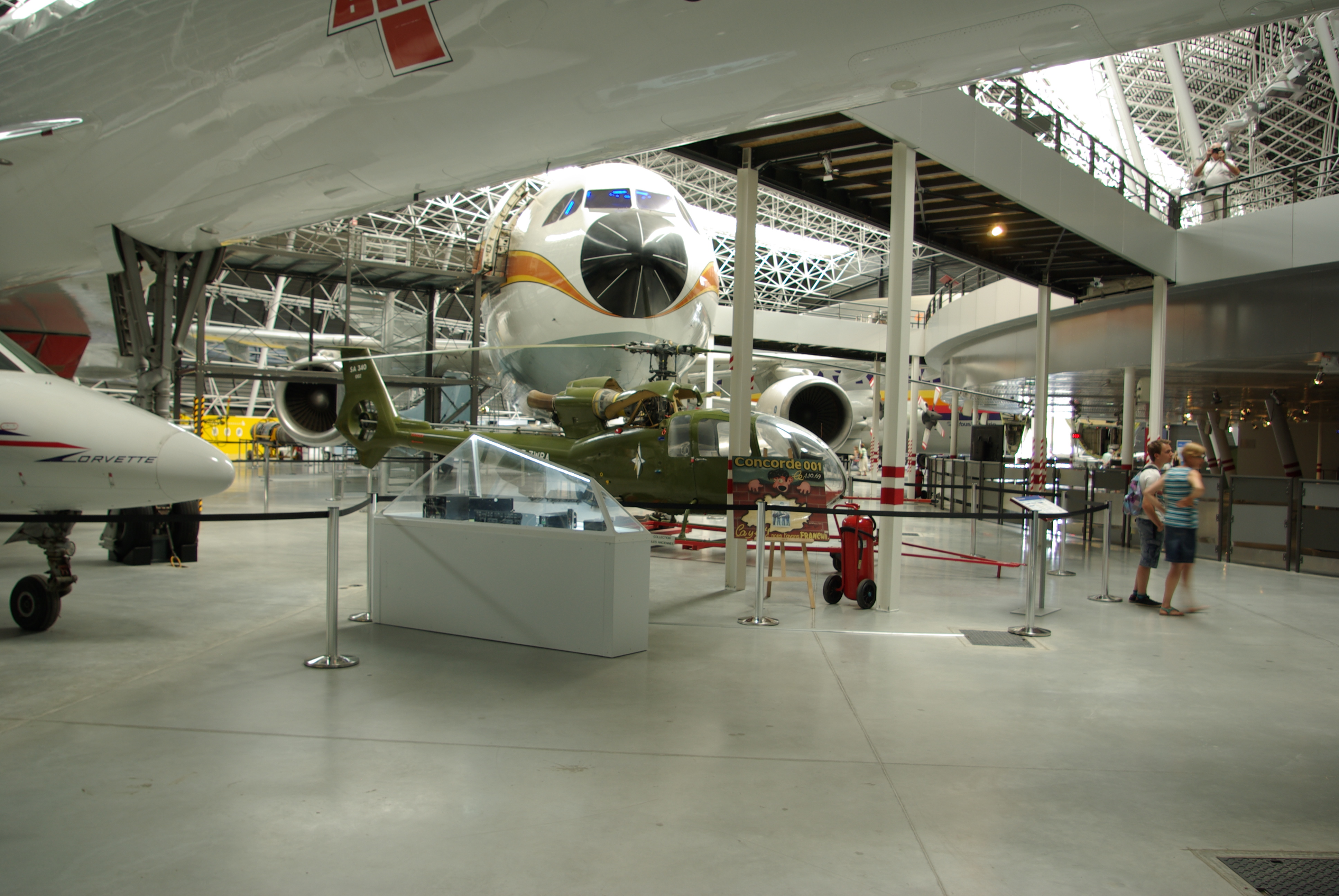
Hall principal au rez-de-chaussée.

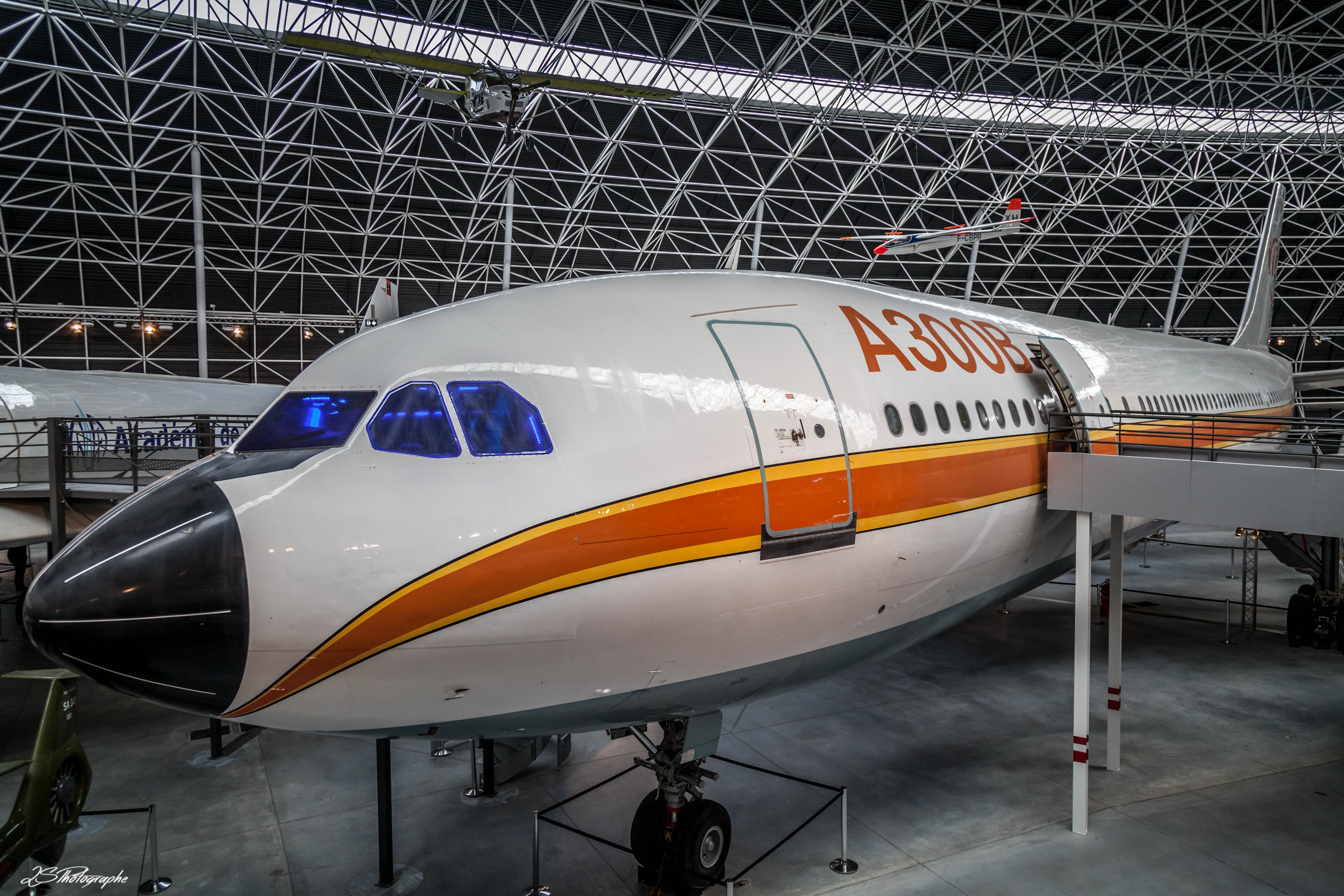
A300B4-203 MSN238 aux couleurs du prototype MSN001.

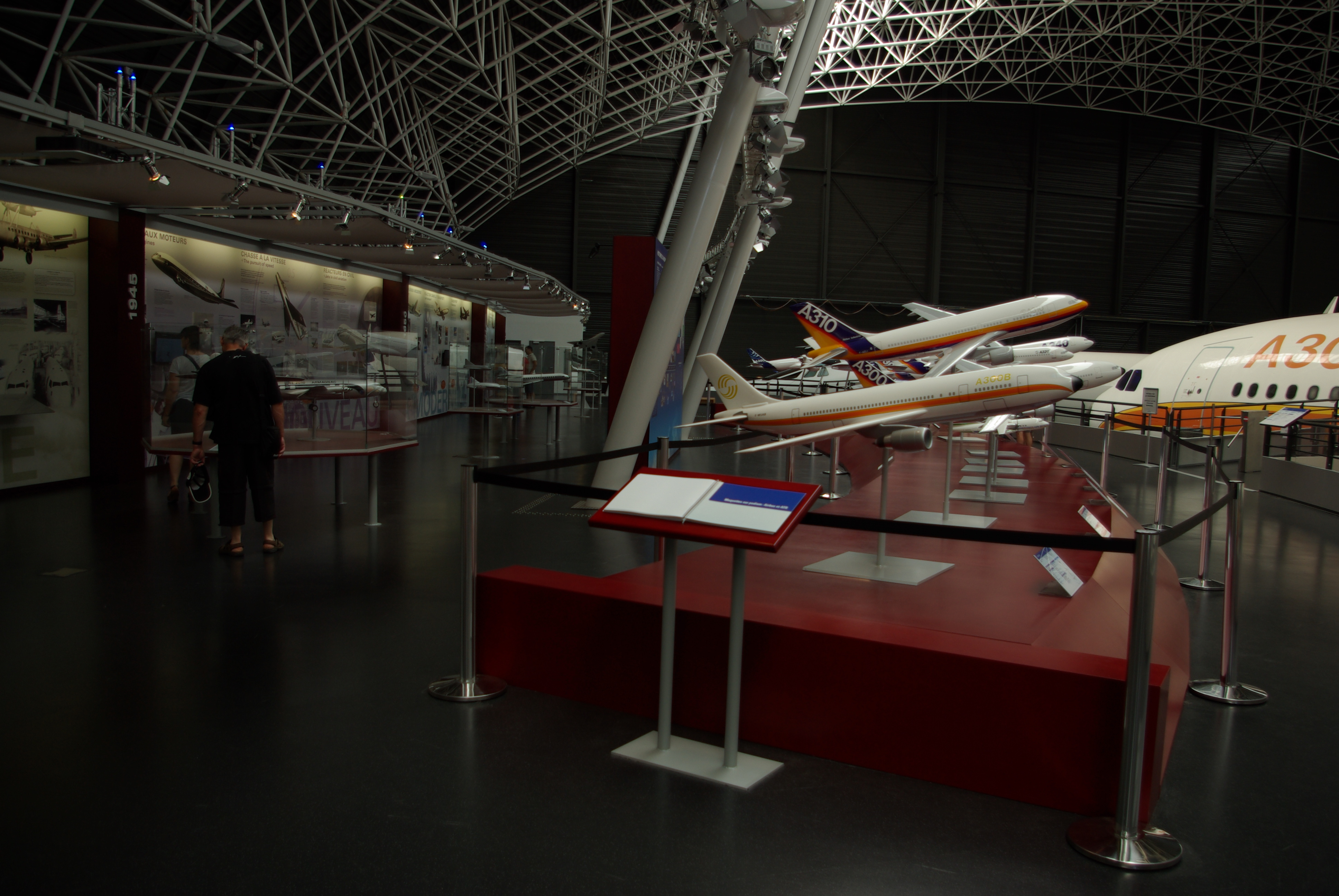
Toutes les maquettes des modèles d'Airbus, selon la chronologie de développement.